# 2014-es VIVA Comet-díjkiosztó
A 2014-es VIVA Comet-díjkiosztót 2014. június 11-én rendezték meg a Papp László Budapest Sportarénában.
A jelölteket 2014. április 3-án hozták nyilvánosságra. A zöld-narancssárga üveggömböt ezúttal is öt kategóriában adták át: Legjobb férfi előadó, Legjobb női előadó, Legjobb együttes, Legjobb új előadó és a Legjobb videóklip, emellett odaadták az idei a Magyar Könnyűzenéért Díjat és Közönségdíjat is. A közönségdíjra az adás ideje alatt lehetett szavazni.
A díjátadó műsorvezetői Iszak Eszter és Sanyóca voltak. Az est DJ-je dj metszek viki volt. Az este sztárfellépői David Correy, Ola és Inna voltak.

## Díjátadók
- Szegedi Kata és Szabó Simon (Legjobb videóklip)
- Szász Kitti, magyar u19-es labdarúgó válogatott tagjai (Legjobb női előadó)
- Szabó Zsófi (Magyar Könnyűzenéért díj)
- Korda György, Balázs Klári (Legjobb új előadó)
- Kondás Kata, Hornyák Boglárka, Horvát Szilárd, Cookie (Legjobb férfi előadó)
- (Legjobb együttes)
- Kovács Patrícia, Fendi Zoltán Rocker (SuperFan díj)

## Fellépők
| Előadó                               | Dal                                                     |
| ------------------------------------ | ------------------------------------------------------- |
| R3D One                              | (Intro)                                                 |
| Majka Curtis Döglégy Dynamic         | "Megy a Boogie" "Csak a név számít" "Dobd fel a Kezed!" |
| Cserpes Laura Children of Distance   | "Nem menekülök el" "Úgy szállj!"                        |
| Hien                                 | "The Way I Do"                                          |
| Fluor Halott Pénz Diaz               | "Felébredni Máshol" "Hello Lányok"                      |
| Kállay-Saunders András               | "Juliet"                                                |
| Hooligans                            | "Királylány" "Idegen" "Legyen valami"                   |
| Tóth Gabi David Correy (sztárvendég) | "The World Is Ours/Miénk a világ"                       |
| Király Viktor                        | "Work"                                                  |
| Dér Heni Mohammed Fatima BLR         | "Viszlát" "Ég veled" "Ragyog a Szívem"                  |
| Punnany Massif                       | "Engedd El"                                             |
| Ola (sztárvendég)                    | "Im In Love"                                            |
| New Level Empire Bogi                | "Wanna Get Over" "We All" "The Last One"                |
| Inna (sztárvendég)                   | "Cola Song" "More Than Friends"                         |

## Jelöltek és díjazottak

### Legjobb férfi előadó
Király Viktor
- BLR
- ByeAlex
- Fluor
- Kállay-Saunders András

### Legjobb női előadó
Hien
- Cserpes Laura
- Dér Heni
- Radics Gigi
- Tóth Gabi

### Legjobb együttes
Children of Distance
- Halott pénz
- Punnany Massif
- Ivan and the parazol
- Hősök

### Legjobb új előadó
DiazMentha
- Bogi
- Mohamed Fatima
- New Level Empire
- Bricklake and Sean Darin

### Legjobb videóklip
S O N Y A – Kitchenfloor, Rendező – Domokos Attila
- ByeAlex – NekemTe, Rendező – Pócsik Olivér
- Düki – Turn me on, Rendezők – Derzsy "Brain" András, Temesi "Zed" Ádám
- Karányi – Celebrate life, Rendező – Kostil Danila
- Irie Maffia  –  Badest, Rendező – Mendrei Miklós

### A Magyar Könnyűzenéért Díj
Hooligans

### #SuperFan díj
Children of Distance